# ハートフォード (原子力潜水艦)
|          |                                                   |
| 艦歴     |                                                   |
| 発注     | 1988年6月30日                                     |
| 起工     | 1992年2月22日                                     |
| 進水     | 1993年12月4日                                     |
| 就役     | 1994年12月10日                                    |
| その後   | 就役中                                            |
| 母港     | コネチカット州グロトン                            |
| 性能諸元 |                                                   |
| 排水量   | 満載：6,927トン、 基準：6,000トン                 |
| 全長     | 110.3 m (362 ft)                                  |
| 全幅     | 10 m (33 ft)                                      |
| 喫水     | 9.4 m (31 ft)                                     |
| 最大速   | 水上25ノット (46 km/h)、 水中30+ ノット (56 km/h) |
| 潜行深度 | 290 m (950 ft)                                    |
| 機関     | S6G reactor 1基                                   |
| 乗員     | 士官12名、兵員98名                                |
| モットー |                                                   |

ハートフォード (USS Hartford, SSN-768) は、アメリカ海軍のロサンゼルス級原子力潜水艦の57番艦。艦名はコネチカット州ハートフォードに因んで命名された。その名を持つ艦としては南北戦争前から第一次世界大戦後まで在籍した蒸気スループ以来2隻目。

## 艦歴
ハートフォードの建造は1988年6月30日にコネチカット州グロトンのジェネラル・ダイナミクス・エレクトリック・ボート社に発注され、1992年2月22日に起工した。1993年12月4日にローラ・オキーフ（ショーン・オキーフ元海軍長官の妻）によって命名、進水し、1994年12月10日にジョージ・カステン艦長の指揮下就役した。
ハートフォードは2003年10月25日にイタリア、サルデーニャのラ・マッダレーナ諸島付近で座礁した。
2009年3月20日にホルムズ海峡付近でサン・アントニオ級ドック型輸送揚陸艦「ニューオーリンズ」と衝突し、ハートフォードの乗員15人が軽傷を負った。ニューオーリンズは燃料タンクを損傷し、2万5000ガロンのディーゼル燃料を海峡に流出した。両艦とも自力航行可能であったため、マナマ港へ入港して応急修理を受けた。本艦は衝突によりセイルが傾いたため、セイルの左舷側に三角形の補強材が取り付けた状態で帰国した。